# Западнопустињска кампања
Рат у пустињи (1940–1943) (енгл. Western Desert Campaign) био је главно ратиште северноафричког фронта, у пустињама Либије и Египта. Рат је почео у септембру 1940. италијанском инвазијом Египта; операција Компас, британска петодневна офанзива у децембру 1940. довела је до уништења италијанске 10. армије. Бенито Мусолини затражио је помоћ од Адолфа Хитлера, који је одговорио упућивањем малог немачког одреда у Триполи (11. јануара 1941) по Директиви 22. Немачки Афрички корпус под генералом Ервином Ромелом био је формално под италијанском командом, али је италијанска зависност од Трећег рајха учинила Немачку доминантним партнером.
У пролеће 1941. снаге Осовине под Ромеловом командом потисле су Британце назад у Египат, изузев луке Тобрука који је остао под опсадом све док није ослобођен у операцији Крсташ. Снаге осовине су до краја године потиснуте на полазне положаје. У 1942. снаге Осовине поново су потисле Британце и заузеле Тобрук након битке код Газале, али нису постигле одлучујућу победу. У последњем продору Осовине у Египат, Британци су се повукли до Ел Аламејна, где је у Другој бици код Ел Аламејна британска Осма армија потукла снаге Осовине. Оне су потиснуте из Либије у Тунис, где су потучене током кампање у Тунису (1943).
За Хитлера Источни фронт против Совјетског Савеза био је далеко важнији од Рата у пустињи, који је био диверзија споредног значаја. Силе Осовине никад нису имале довољно снага, нити начина да их допреме, да победе Британце. Британци су пропустили више прилика да окончају рат када су преусмерили снаге у Грчку и Левант 1941. и на Далеки исток 1942.

## Позадина

### Либија
Киренајка (Либија) била је италијанска колонија од Италијанско-турског рата (1911–1912). Са Тунисом, делом Француске Северне Африке на западу и Египтом на истоку, Италијани су се спремали да бране обе границе у Северноафричком Главном штабу, под командом гувернера Италијанске Либије, маршала ваздухопловства, Итала Балба. Главни штаб имао је на располагању италијанску 5. армију (генерал Итало Гариболди) и 10. армију (генерал Марио Берти) које су средином 1940. имале 9 дивизија из метрополе са по 13.000 људи, 3 дивизије добровољаца (Црних Кошуља) и две либијске колонијалне дивизије са по 8.000 људи. Италијанске регуларне дивизије реорганизоване су крајем 30-их година, са по 3 регименте на само 2, а резервисти су мобилисани 1939. уз уобичајени позив регрута.
Морал је сматран високим и армија је имала свеже борбено искуство. Италијанска морнарица напредовала је под фашистичким режимом, који је дао новац за брзе, квалитетне и добро наоружане бродове и велику подморничку флоту, али морнарици је недостајало искуство и увежбаност. Ваздухопловство је било спремно за рат још 1936, али је до 1939. било у стагнацији и од Британаца није сматрано способним за веће операције. 5. армија са 8 дивизија била је смештена у Триполитанији, западној половини Либије према Тунису, а 10. армија са 6 пешадијских дивизија држала је Киренајку на истоку. Када је рат објављен, 10. армија је распоредила 1. либијску дивизију Сибеле на границу од Јагбуба до Сиди Омара, и 21. корпус од Сиди омара до обале, Бардије и Тобрука. 22. корпус пребацио се југозападно од Тобрука, спремајући се за противнапад.

### Египат
Британци су држали војску у Египту од 1882, али она је јако умањена након Англо-египатског споразума из 1936. Мала британска посада држала је Суецки канал и обалу Црвеног мора. Канал је био виталан за британске комуникације са колонијама на Далеком истоку и у Индијском океану. Средином 1939. генерал Арчибалд Вејвел постављен је за врховног команданта нове команде за Средњи исток, која је обухватила средоземно, блиско-источно и афричко ратиште. До примирја Сила Осовине са Француском 22. јуна 1940, француске дивизије у Тунису угрожавале су италијанску 5. армију на западној граници Либије. Краљевска италијанска војска у Либији имала је око 215.000 људи, а у Египту Британци су имали око 36.000 бораца, са још 27.500 необучених људи у Палестини. 
Британске снаге обухватале су Египатску моторизовану дивизију (генерал Перси Хобарт), једну од само две британске оклопне јединице у формирању, која је средином 1939. преименована у Египатску оклопну дивизију (16. фебруара 1940. постала је 7. Оклопна дивизија). Египатско-либијску границу бранио је Египатски Гранични одред, а у јуну 1940. штаб британске 6. пешадијске дивизије (генерал Ричард О’Конор) преузео је команду у Западној пустињи, са задатком да потисне Италијане са граничних положаја и продре у унутрашњост ако рат започне. 7. Оклопна дивизија без 7. оклопне бригаде окупила се у Мерса Матруху и упутила 7. оклопну групу према граници као заштиту, где је и РАФ пребацио већину својих бомбардера; Малта је такође ојачана.
Штаб 6. пешадијске дивизије, без комплетних и потпуно обучених јединица, преименован је у Западно-пустињски Одред (енг. West Desert Force) 17. јуна. У Тунису, Французи су имали 8 дивизија, способих само за ограничене операције, а у Сирији још 3 слабо наоружане и обучене дивизије, са око 40.000 војника и граничара, на окупационим дужностима против цивилног становништва. Италијанске копнене и ваздухопловне снаге у Либији далеко су премашале Британце у Египту, али су патиле од слабог морала и лошије опреме. У Италијанској Источној Африци било је још 130.000 италијанских и афричких трупа са 400 топова, 200 лаких тенкова и 20.000 камиона. Италија је објавила рат 11. јуна 1940.

## Увод

### Земљиште
Рат се водио углавном у области познатој као Западна Пустиња, која је око 240 mi (390 km) широка, од Мерса Матруха у Египту до Газале на либијској обали, дуж јединог чврстог друма (итал.Via Balbia). Ерг (Море Песка), 150 mi (240 km) према унутрашњости, означава јужну границу пустиње на најширим тачкама код Јагбуба и Сиве. У Британском речнику, појам "Западна пустиња" означавао је део Египта западно од Нила, али је почео да означава цело подручје ратишта, укључујући источну Киренајку у Либији. Од обале према унутрашњости лежи издигнута, равна површина камените пустиње на око 150 m надморске висине, која се протеже на југ 200–300 km од обале до ивице Пешчаног Мора. Тај крај обилује шкорпијама, змијама отровницама и мувама, а насељен је малим бројем номада, Бедуина.
Бедуинске стазе повезивале су бунаре и проходније земљиште; управљало се по Сунцу, звездама, компасу и "пустињском чулу", вештини опажања околине стеченој искуством. Када су италијанске трупе продрле у Египат у септембру 1940, одред Малети се изгубио након одласка из Сиди Омара, нестао је и морао је да буде пронађен авионом. У пролеће и лето, дани су врели, а ноћи врло хладне.  Сироко, врели пустињски ветар, носи облаке ситног песка, који смањује видљивост на неколико метара и улази у очи, плућа, машине, храну и опрему; моторним возилима и авионима потребни су специјални филтери за уље, а голо земљиште значи да залихе за војне операције морају да се увозе. Немачки мотори били су склони прегревању и век тенковског мотора спао је са 1.400-1.600 миља на 300-900 миља, што је још погоршано недостатком резервних делова за немачке и италијанске моторе.

### Снабдевање

#### Силе Осовине
Нормалан пут италијанског снабдевања за Либију ишао је око 600 mi (970 km) западно око Сицилије, а затим уз обалу Туниса до луке Триполи, да би се избегли британски бродови, авиони и подморнице са Малте. У Африци, залихе су се морале преносити на огромне удаљености путем, или у малим товарима дуж обале. Удаљеност од Триполија до Бенгазија била је око 650 mi (1.050 km), а до Ел Аламејна 1.400 миља. Трећина италијанске трговачке морнарице била је заробљена након што је Италија објавила рат и до септембра 1942. половина преосталих бродова била је потопљена, иако је део надоккнађен градњом, поправком и пребацивањем немачких бродова. Од јуна 1940. до маја 1943. 16% пошиљки је потопљено.
Тобрук је стављен у службу у јуну 1942, али велика удаљеност и савезничко бомбардовање довели су до напуштања у августу. Немачка војска сматрала је да моторизована армија може да оперише највише 200 mi (320 km) далеко од базе, али у просеку око трећине осовинских камиона било је у квару и 35-50% горива трошило се да би се остатак допремио на фронт. Несташица горива у Италији, мале луке у Либији и потреба за снабдевањем цивилног становништва, значила је неефикасно слање великог броја малих конвоја. Немачка врховна команда (нем. Oberkommando des Heeres), закључила је да се немачке снаге у Либији не могу снабдети довољно за одлучујућу офанзиву, уколико се италијанске снаге не повуку у Италију, што је био политички немогућ услов.

#### Египат
Географски положај Италије омогућавао је да се Средоземно море затвори у случају рата, и британска средоземна флота у Египту учини зависном од Суецког канала. У 1939. Вејвел је почео да планира базу на Блиском истоку, са залихама за око 15 дивизија (300.000 људи), 6 у Египту и 3 у Палестини, са осталима истуреним даље. Много материјала је увезено из колонија, а остатак је набављен стимулацијом локалне производње. План за поседање Египта и Палестине са 9 дивизија повећан је на 14 до јуна 1941, а затим на 23 до марта 1942. Од италијанске објаве рата 1940. до 1943. трговачки бродови путовали су на исток из Британије око Рта Добре Наде, што је чинило удаљеност до Египта истом као до Аустралије и Новог Зеланда. Центар Снабдевања за Средњи исток (енг. The Middle East Supply Centre) створен је у Египту, Палестини и Сирији, да би се ускладио увоз и локална производња за цивилне потребе и унапредила пољопривреда. До марта 1943. MESC је заменио увоз у вредности око 100 бродских товара повећаном локалном производњом кромпира, јестивог уља, млечних производа и рибе; крда стоке из Судана смањила су потребу за бродским превозом у хладњачама.
У 1940, британска војска била је базирана 200 mi (320 km) западно од Александрије, на завршетку египатске државне пруге и пута у луци Мерса Матрух. Водовод је започет дуж пруге, као и потрага за изворима воде. Ископани су бунари, али је већина била слана, па су у 1939. главни извори воде били римски аквадукти у Мерса Матруху и Матен Багушу. Бродови са водом из Александрије и дестилерија у Мерса Матруху повећавали су залихе, али је била неопходна строга штедња и много воде морало се превозити копном до истурених постаја. Број расположивих возила 1939. био је недовољан и камиони су одвајани да би се Оклопној дивизији обезбедила боља позадина; само су се специјална возила за пустињу смела кретати ван пута, што је онемогућавало тенковима да оду далеко од Матруха. Матрух је био 120 mi (190 km) источно од границе са Либијом. Од границе, није било воде код Солума, на 50 mi (80 km) источно од Солума до Сиди Баранија, уз лош пут, што је значило да би освајач морао да иде кроз безводну и беспутну пустињу до главних британских снага. У септембру 1940, новозеландски железнички батаљон и индијски радници започели су изградњу приобалне пруге, која је стигла до Сиди Баранија до октобра 1941. и Тобрука у децембру 1942, 400 mi (640 km) западно од Ел Аламејна, превозећи до 4.200 тона материјала дневно. 

## 1940

### Погранични сукоби
Непријатељства су отпочела 11. јуна 1940 и Британцима је наређено да заузму границу и изолују Јагбуб. Британци су прешли у Либију исте ноћи, разменили ватру са италијанским трупама у Сиди Омару и открили да неки Италијани још не знају за објаву рата. 14. јуна, Британци су заузели тврђаву Капуцо и тврђаву Мадалена, привевши 220 заробљеника. Два дана касније, Британци су напали конвој на друму Тобрук-Бардија, убивши 21 италијанског војника и заробивши 88, укључујући генерала Ромола Ластруција, главног инжињерца 10. армије. У сукобу близу жичане ограде на граници, код Незует Гирбе, италијански одред од 17 лаких тенкова, 4 топа и 400 пешака потучен је комбинованим одредом британских тенкова, артиљерије и моторизоване пешадије.
Британци су патролирали пограничном облашћу све до Тобрука, показујући своју надмоћ над 10. армијом.  5. августа, 30 италијанских тенкова и британски 8. хусарски пук водили су нерешену битку и Вејвел је закључио да кварење возила чини непрактичним наставак операција у време претеће италијанске офанзиве. Песак је брзо кварио опрему, скраћујући век гусеница, резервни делови су се истрошили и само половина тенкова могла се одржати у исправном стању.  Затишје је трајало од августа до почетка септембра, док је поморска операција "Шешири" (енг. Operation Hats) ојачала Средоземну флоту и спровела војни конвој тенкова са посадама око Африке. Британци су објавили да су нанели губитке од 3.500 Италијана, изгубивши само 150 људи од 11. јуна до 9. септембра.  Осим тога, обе стране су користиле извиђачке одреде, Далекометни Пустињски одред ( енг. Long Range Desert Group-LRDG) и Ауто-авио-сахарску чету (ита. Compagnie Auto-Avio-Sahariane) које су се кретале пустињом, извиђале непријатељски распоред и вршиле препаде.

### Италијанска операција Е
Бенито Мусолини није планирао да нападне Египат, намеравајући да брани Либију ако дође до рата. Након пада Француске 1940. 5. армија могла је да пошаље појачања на исток и 7. августа Мусолини је наредио напад, како би освојио Египат и успоставио копнену везу са Италијанском Источном Африком. У августу је на граници завладало затишје, већина британских оклопних јединица повучена је са границе у Мерса Матрух, како би се сачувале за одбрану луке, и 7. Група за подршку преузела је њихово место, са задатком да постави извиђачке положаје од Солума до тврђаве Мадалена и успори италијанску офанзиву; Хусари су извиђали дубље у Либију. Либијским дивизијама недостајала су возила за операције ван пута са Групом Малети, која је имала један средњи, два мешовита и 4 лака тенковска батаљона, па су распоређене дуж приобалног друма. 9. септембра Група Малети зе изгубила на путу за Сиди Омар и Грацијани је отказао бочни напад и концентрисао 5 дивизија и Групу Малети на обалском друму; 4. дивизија Црних Кошуља и 64. дивизија Катанцаро остале су у резерви у Тобруку. 5. ваздухопловна ескадра са око 300 употребљивих авиона, опремом за аеродроме и возилима стајао је у приправности да подржи наступање и заузима аеродроме.
Италијанска инвазија Египта (13-18. септембра) почела је као ограничена тактичка операција према Мерса Матруху, уместо стратегијских циљева зацртаних у Риму, због хроничне несташице транспортних возила, горива и радио-опреме, чак и са појачањима из 5. армије. Мусијад је подвргнут "спектакуларном" артиљеријском бомбардовању у зору и освојен. Солум и његов аеродром заузела је 1. либијска дивизија, и до вечери 2. либијска, 64. дивизија (Кирена) и Група Малети из Мусаида и 62. дивизија (Мармарика) из Сиди Омара пробиле су се кроз британске запречне одреде и концентрисале се на пролаз Халфаја. Британци су се повукли поред Бук Бука 14. септембра и наставили да ометају италијанско напредовање, повлачећи се до Алам Хамида сутрадан и Алам ел Даба 16. септембра. Италијански одред од 50 тенкова покушао је бочни удар, који је навео британску заштитницу да се повуче источно од Сиди Баранија, који је заузела 1. дивизија Црних Кошуља и Грацијани је зауставио даље напредовање. Британци су наставили извиђање и 7. оклопна дивизија спремала се да се одупре нападу на Мерса Матрух.
Упркос Мусолинијевом подстицању, Италијани су се укопали око Сиди Баранија и Софафија, око 80 mi (130 km) западно од британских положаја код Мерса Матруха. Британска запречавања на путу су поправљена, бунари су очишћени и почела је градња водовода од границе, како би се прикупиле залихе за наставак напредовања средином децембра. Египат је прекинуо дипломатске односе са Силама Осовине и италијански авиони бомбардовали су Каиро 19. октобра. Британске поморске и ваздухопловне операције за узнемиравање италијанске војске настављене су и нанета штета, по изјавама заробљеника, нарушила је морал. Патроле оклопних кола владале су ничијом земљом, али је губитак истурених узлетишта смањио ефикасност РАФ-а и Малта је остала ван домета.
Операција Компас, британски противнапад на италијанско напредовање на Матрух, планиран је ради уништења италијански снага и већина Западно-пустињског Одреда привучена је до луке. Још једна чета оклопних кола прикључила се извиђачким операцијама далеко иза фронта. Западно-пустињски одред ојачан је једним новим тенковским пуком са тенковима Матилда II, и након месец дана Британци си почели да припремају препад на централну групу италијанских логора и Софафи у трајању од 4-5 дана, уместо да чекају Италијане.

### Операција Компас
У децембру 1940, италијанска 10. армија у Египту је ојачана 1. и 2. либијском дивизијом и 4. дивизијом Црних Кошуља, у утврђеним логорима од Сиди Баранија до Тумара и Мактиле. Група Малети била је у Нибеиви, 63. дивизија (Кирена) код Рабије и Софафија, 62. (Мармарика) на гребену од Софафија до пролаза Халфаја, и 64. (Катанцаро) била је источно од Бук Бука, иза простора Нибеива-Рабија, подржана од око 500 авиона 5. ескадре (генерал Филип Поро). РАФ је напао аеродроме 7. децембра и уништио 39 авиона на земљи. Британски препад, Операција Компас (Битка код Мармарике/Битка за логоре), почела је када је Одред Шелби напредовао из Матруха да изолује Мактилу рано 9. децембра. 4. индијска дивизија и 7. краљевски тенковски пук напали су Нибеиву у зору и прегазили логор, а затим кренули на Западни Тумар, који је пао после подне. Противнапад из Источног Тумара је одбијен и тај логор је освојен сутрадан.

### Битка код Сиди Баранија
Напредовање 7. оклопне дивизије на запад спречило је појачање Сиди Баранија и 10. децембра, Британци су пресекли обалски друм и 7. оклопна дивизија почистила је околину Бак Бака, привевши мноштво заробљеника. 11. децембра Италијани су били потучени код Сиди Баранија; Рабија и Софафи су напуштени и 7. оклопна дивизија продужила је дуж обале и гребена. Увече 14. децембра, 11. хусарски пук пресекао је друм (ита. Via Balbia) између Тобрука и Бардије, освојио Сиди Омар 16. децембра и присилио Италијане да се повуку из Солума и тврђаве Капуцо у Бардију, остављајући посаде у оази Сива и Јагбубу на југу. Од 9-11. децембра Британци су заробили 38.300 људи, 237 топова, 73 тенка и око 1.000 возила, изгубивши 624 војника.

### Битка код Бардије
Бардија је опседана између 14. децембра и 5. јануара 1941; Британци су изгубили 456 аустралијских пешадинаца и 17 од 23 тенка, у замену за 40.000 погинулих и заробљених Италијана, више од 400 топова, 130 тенкова и више стотина камиона. У зору 21. јануара, аустралијска пешадија је провалила у Тобрук и отворила пут за 18 британских тенкова. Аустралијанци су наставили напад и до ноћи заузели половину одбрамбених положаја у Тобруку. Аустралијанци су заробили 25.000 људи, 208 топова и 87 тенкова, изгубивши 355 Аустралијанаца и 45 Британаца. 7. оклопна дивизија напредовала је 100 mi (160 km) до Дерне и Мехилија, где се налазила италијанска Специјална Оклопна Бригада (генерал Валентино Бабини) са око 300 тенкова. Специјална оклопна бригада је успела да се извуче и од 26-28. јануара британски тенкови заглибили су због јаке кише; Дерна је напуштена сутрадан. 7. оклопна дивизија упутила је Одред Комбе, летећи одред у Беда Фом, пресекавши повлачење 10. армији.

### Битка за Беда Фом
| Место             | Заробљеници | Тенкови | Топови |
| ----------------- | ----------- | ------- | ------ |
| Сиди Барани       | 38,289      | 73      | 297    |
| Сиди Омар         | 900         | 0       | 8      |
| Бардија           | 42,000      | 130     | 275    |
| Тобрук            | 25,000      | 87      | 208    |
| Мехили            | 100         | 13      | 0      |
| Дерна Бенгази     | 2,000       | 10      | 24     |
| Бенгази Агедабија | 25,000      | 107     | 93     |
| Укупно            | 133,298     | 420     | 845    |

Крајем јануара, Британци су сазнали да Италијани напуштају Киренајку дуж друма Via Balbia од Бенгазија. 7. оклопна дивизија (генерал Мајкл О’Мур Креаг) упућена је да пресретне остатке 10. армије крећући се кроз пустињу, јужно од Џебел Акдара преко Мсуса и Антелата, док је 6. аустралијска дивизија гонила Италијане дуж обалског друма северно од Џебел Акдара. Земљиште је било непроходно за британске тенкове и одред генерала Комбеа, брза колона оклопних кола на точковима, упућен је напред преко подножја брда.
Увече 5. фебруара, Комбеов одред стигао је на Via Balbia јужно од Бенгазија и поставио препреке на друму код Сиди Салеха, око 32 km северно од Аџедабије и 48 km југозападно од Антелата. Претходница 10. армије стигла је 30 минута касније и затекла препречен друм. Сутрадан су Италијани напали да се пробију кроз блокаду и наставили су да нападају и 7. фебруара. Са доласком британских појачања и притиском Аустралијанаца дуж пута из Бенгазија, 10. армија се предала. У области Бенгази-Аџедабија Британци су заробили 25.000 људи, 107 тенкова и 93 топа, од укупно 133.298 заробљеника, 420 тенкова и 845 топова у читавој Операцији Компас.
Дана 9. фебруара, Черчил је наредио прекид наступања и слање трупа у Грчку, како би учествовале у грчко-италијанском рату; сматрало се да одмах предстоји Операција Марита, немачки напад кроз Македонију. Британци ионако нису могли да наставе даље од Ел Агајле, због кварова на возилима, исцрпљености и превелике удаљености од база у Египту. Неколико хиљада људи из 10. армије избегло је пропаст у Киренајки, али је 5. армија у Триполитанији имала још 4 дивизије. Утврђења Сирта, Тмед Хасан и Буерат ојачани су из Италије, што је подигло снагу 5. и 10. армије на око 150.000 људи. Немачка појачања послата су у Либију да формирају запречни одред (нем. Sperrverband) по Хитлеровој Директиви 22 (11. јануара 1941), прве јединице Афричког корпуса (нем. Afrika Korps) (генерал Ервин Ромел).

## 1941

### Грчка
Недељу дана након италијанске предаје код Беда Фома, Комитет за одбрану у Лондону наредио је да се Киренајка држи најмањим могућим снагама, а остатак пошаље у Грчку. У Западно-пустињском одреду (сада 13. корпусу), 6. аустралијска дивизија била је потпуно опремљена и са незнатним губицима. 7. оклопна дивизија борила се 8 месеци, истрошила је своја возила и повучена је на ново опремање. Два пука 2. оклопне дивизије у 13. корпусу такође су била истрошена, остављајући дивизију са само 4 тенковска пука. 6. аустралијска дивизија пребачена је у Грчку у марту, са једном оклопном бригадном групом 2. оклопне дивизије; остатак дивизије (без две бригаде и већине транспортних возила упућених у Грчку, замењених са две слабо опремљене бригаде 7. аустралијске дивизије) и нова 9. аустралијска дивизија су преузеле Киренајку, са претпоставком да Италијани неће моћи да предузму противофанзиву пре маја, чак ни са немачким појачањима.

### Немачка операција Сунцокрет
Почетком 1941, након великих британских победа у Киренајки, војна ситуација се нагло преокренула. Најбоље опремљене јединице из 13. корпуса отишле су у Грчку као део Операције Лустре у бици за Грчку. Адолф Хитлер одговорио је на италијанску пропаст Директивом 22 (11. јануара 1941) наређујући Операцију Сунцокрет (нем. Unternehmen Sonnenblume), пребацивање немачког Афричког корпуса (нем. Afrika Korps) (АК) у Либију, да послужи као запречни одред (нем. Sperrverband). АК имао је свеже трупе са бољим тенковима, опремом и ваздушном подршком, и водио га је генерал Ервин Ромел, који је постигао велике победе у бици за Француску.
Снаге Осовине су, на препад, брзо потукле Британце код Ел Агајле 24. марта и код Мерса ел Брега 31. марта, искористивши тај успех да до 15. априла потисну Британце до границе код Солума и опседну Тобрук. Нови заповедник 13. корпуса (сада Команда за Киренајку-CIRCOM) генерал Филип Неме (Philip Neame), генерал О'Ќонор и генерал Мајкл Гамбијер-Пери (Michael Gambier-Parry), заповедник 2. оклопне дивизије, заробљени су. Команду је преузео штаб Западно-пустињског Одреда под генералом Ноел Бересфорд-Пирсом (Noel Beresford-Peirse), који је позван из Источне Африке. Осим бригадне групе која је упућена у Грчку, 2. оклопна дивизија била је уништена. Покушаји Осовине да заузму Тобрук пропали су, и фронт се стабилизовао на граници Египта.

### Опсада Тобрука
Тобрук је бранило око 25.000 војника Осме армије, добро снабдевених и повезаних са Египтом британском морнарицом. Посада је имала оклопна кола и заробљене италијанске тенкове, који су ометали ковоје Осовине који су пролазили Тобрук на путу до границе, што је онемогућавало напад Осовине на Египат. Ромел је одмах покушао да заузме луку, али се 9. аустралијска дивизија (генерал Лесли Морсхед), одлучно бранила. Италијани су оклевали да предају планове утврђења и више напада је одбијено. Након 3 недеље Ромел је обуставио напад и предузео опсаду. Италијанске пешадијске дивизије заузеле су положаје око тврђаве, док је већина Афричког корпуса остала у покретној резерви јужно и источно од луке.

#### Операција Бревити
Операција Бревити (15–16. маја) била је ограничена офанзива, са циљем да се ослабе снаге Осовине и обезбеде положаји за општи напад према Тобруку. Британци су напали са малим тенковско-пешадијским снагама у 3 колоне: Пустиња, Центар и Обала. Колона Пустиња, са британским брзим тенковима, имала је да напредује и уништава тенкове које сретне на путу за Сиди Азиз. Центар је имао да заузме врх пролаза Халфаја, Бир Ваир и Мусаид, а затим продужи за тврђаву Капуцо. Обална колона имала је да освоји Солум и подножје пролаза Халфаја. Солум, пролаз Халфаја и тврђава Капуцо су заузети, али је тврђава изгубљена у противнападу. Немачки противнапад 16. маја угрозио је британске снаге на врху пролаза и наређено је повлачење под заштитом пустињске колоне. Немци су повратили Мусаид и почело је опште британско повлачење до линије од Сиди Омара до Сиди Сулејмана и Солума, што је оставило само пролаз Халфаја у британским рукама. Бревити није остварио своје задатке, само накратко освојивши пролаз Халфаја. Британци су изгубили 206 војника, 5 тенкова је уништено, а још 13 оштећено. Немачки губици били су 258 људи, 3 уништена тенка и неколико оштећених. Италијани су изгубили 395 људи, од тога 347 заробљених. 12. маја, конвој Тигар је стигао у Александрију изгубивши један брод, са 238 тенкова за 7. оклопну дивизију и 43 авиона; 28. маја почело је планирање Операције Бојна Секира.

#### Немачка операција Шкорпион
Увече 26. маја, оклопна група пуковника фон Херфа од 3 оклопна батаљона окупила се на обали у подножју пролаза Халфаја, и напала следећег јутра, у намери да лажним нападом натера Британце на повлачење. Пролаз је бранио 3. батаљон гарде (потпуковник Мобри) и јединице за подршку, али немачки маневар прешао је у истински напад и заузео главни положај, оставивши Британце у опасности од опкољавања. Генерал Гот је одобрио повлачење и Мобри је извукао свој батаљон. У близини није било појачања и Гот је наредио повлачење од пролаза, који су запоселе снаге Осовине. Италијанско-немачки положаји на граници били су утврђени бодљикавом жицом и минским пољима, заштићени противтенковским топовима од 50 mm и 88 mm. Иза нових утврђења, снаге Осовине почеле су да прикупљају залихе и прихватиле су немачку 15. оклопну дивизију, која је почела да стиже 20. маја.

#### Операција Бојна Секира
Операција Бојна Секира, 15–17. јуна 1941, требало је да разбије опсаду Тобрука и поново заузме источну Киренајку. Напад је поверен 7. оклопној дивизији и мешовитом пешадијском одреду, чија је основа била 4. индијска дивизија са две бригаде. Пешадија је имала да нападне област Бардије, Солума, Халфаје и Капуца, док су тенкови чували јужни бок. Први пут у рату, велика немачка јединица борила се дефанзивно. Напад на пролаз Халфаја није успео, кота 206 је освојена и само један од 3 напада на гребен Хафид имао је неког успеха. 16. јуна, немачки противнапад потиснуо је Британце на западном боку, док је одбијен на центру, али Британцима је остало само 21 брзи и 17 пешадијских тенкова. Увече 16. јуна, остало је само 48 британских тенкова способних за борбу.
Дана 17. јуна, Британци су за длаку избегли окружење од два немачка оклопна пука и окончали су операцију. Упркос британском расипању снага, Немци нису успели да претворе успешну одбрану у одлучујућу победу. Обавештајна служба је добавила податке о британским покретима, али је РАФ опазио немачке покрете и успорио их довољно да омогући копненим снагама да се извуку. Британци су изгубили 969 људи, 27 брзих и 64 пешадијска тенка су уништена, избачена из строја због кварова или остављена, а РАФ је изгубио 36 авиона. Немци су изгубили 678 људи, 12 тенкова и 10 авиона (италијански губици нису познати). Британски пораз довео је до смене генерала Вејвела, генерала Бересфорд-Пирса (команданта 13. корпуса) и Креаха, заповедника 7. оклопне дивизије; генерал Клод Окинлек преузео је дужност врховног команданта за Средњи исток. У септембру, Западно-пустињски одред преименован је у Осму Армију.

#### Операција Крсташ
Осма армија (генерал Алан Канингем) спровела је операцију Крсташ (18. новембар – 30. децембар), да ослободи Тобрук и заузме источну Киренајку. Осма армија је планирала да уништи оклопне снаге Осовине пре пешадијског напада, али је потиснута више пута, што је кулминирало поразом 7. оклопне дивизије од Афричког корпуса код Сиди Резега. Ромел је послао оклопне дивизије да ослободе положаје Осовине на граници са Египтом, али није успео да пронађе главнину савезничке пешадије, која је мимоишла утврђења и ишла на Тобрук. Ромел је повукао своје оклопне јединице са границе до Тобрука и постигао више тактичких победа, што је навело Окинлека да замени Канингема генералом Нилом Ричијем. (енг. Neil Ritchie). Снаге Осовине су се затим повукле западно од Тобрука од утврђене линије код Газале, а затим назад до Ел Агајле; посаде Осовине у Бардији и Солуму су се предале. Британци су изгубили 17.700 људи, у поређењу са 37.400 на страни Осовине, од којих су многи заробљени код Халфаје и Бардије. Тобрук је ослобођен, Киренајка поново освојена и заузети су аеродроми за обезбеђење конвоја за снабдевање Малте.

## 1942

### Немачка операција Тезеј
Напредовање Осме армије 800 km до Ел Агајле пребацило је терет предугачке линије снабдевања на Британце. У јануару 1942. Британци су повукли снаге са фронта како би олакшали снабдевање, припремајући се за Операцију Акробат, план из 1941. за освајање Триполитаније. (Вишијеве власти у Тунису биле су притиснуте да пусте британске, а затим англо-америчке трупе након децембра 1941, у Француску Северну Африку са могућношћу инвазије Сицилије.) Британци су преценили губитке Осовине током Операције Крсташ и претпоставили имају посла са само 35.000 противничких трупа, уместо стварних 80.000, и потценили су брзину појачања Осовине из Европе. Осма армија очекивала је да ће бити спремна до фебруара, далеко пре напада Осовине. Нова британска 1. оклопна дивизија држала је крај око Ел Агајле и од 28-29. децембра нападнута је код Аџедабије и изгубила око 61 од 90 тенкова, у поређењу са само 7 немачких.
Немачка Афричка оклопна армија започела је Операцију Тезеј 21. јануара и победила британску 2. оклопну бригаду по деловима. До 23. јануара бригада је спала са 150 на 75 тенкова, док су Немци изгубили 29 од 100 тенкова; Бенгази је пао 28. јануара, а Тимими 3. фебруара. До 6. фебруара Британци су потиснути до утврђене линије код Газале, неколико миља западно од Тобрука, одакле се немачка Оклопна армија повукла 7 недеља раније. Британци су од 21. јануара изгубили 1.309 људи, 42 уништена и 30 остављених тенкова и 40 пољских топова. Генерал Алфред Годвин-Остин (13. корпус) поднео је оставку због несугласица са заповедником Осме армије Нилом Ричијем.

### Битка код Газале
До фебруара фронт је био на утврђеној линији код Газале, недалеко на запад од Тобрука, и током пролећа обе стране су се припремале за нову битку. Британци су планирали Операцију Сачма за јун како би уништили немачку Оклопну армију и повратили Киренајку, али почетком маја предност је дата утврђивању границе Египта, пошто се напад осовине очекивао. Немачка операција Венеција (нем. Unternehmen Venezia) (Битка код Газале, 26. маја – 21. јуна 1942) почела је када су Афрички корпус и италијански тенкови кренули на југ, заобилазећи Газала линију, где су изоловани код Бир Хакајма, од Слободних Француза и савезничких трупа које су пресреле осовинске конвоје за снабдевање.
Ромел се повукао на положај ослоњен на британска минска поља, и Ричи је наредио противнапад, Операцију Абердин, 5. јуна. На северу, британска 32. тенковска бригада изгубила је 50 од 70 тенкова. 7. оклопна и 5. индијска дивизија на источном крилу напале су у 2:50 ујутро и доживеле крах када је британско артиљеријско бомбардовање промашило немачку противтенковску одбрану. 22. оклопна бригада изгубила је 60 од 156 тенкова и повукла се, остављајући 9. индијску бригаду усамљену. Поподневни напад италијанске дивизије Аријете и немачке 21. оклопне дивизије, уз напад 15. немачке оклопне дивизије на утврђење Knightsbridge прегазио је штабове две британске дивизије и 9. индијске пешадијске бригаде. 10. индијска пешадијска бригада и мање јединице биле су разбијене и без заповедника. Изгубљене су 9. индијска пешадијска бригада, један извиђачки пук и 4 артиљеријска пука, и Британци су узмакли са Газала Линије 13. јуна са само 70 употребљивих тенкова.

#### Пад Тобрука
Генерал Вилијем Гот, заповедник 13. корпуса, поставио је генерала Хендрика Клопера, заповедника 2. јужноафричке дивизије, да брани Тобрук. Са две јужноафричке бригаде, биле су 22. гардијска бригада, 11. индијска пешадијска бригада, 32. тенковска бригада и 14. противавионска бригада. Тобрук је издржао 9 месеци опсаде 1941., али овог пута британска морнарица није могла да гарантује снабдевање посаде и Окинлек је сматрао да се Тобрук може напустити, али је очекивао да се може бранити 2 месеца.  21. јуна, под још нејасним околностима, 35.000 војника Осме армије предало се генералу Енеји Наваринију, заповеднику италијанског 21. корпуса. Окинлек је сменио Ричија, преузео команду Осмом армијом и зауставио напредовање Осовине код Ел Аламејна, 70 mi (110 km) од Александрије; након Прве битке код Ел Аламејна и Окинлек је смењен.

#### Немачка операција Херкулес
Италијански планови за поморски напад на Малту почели су током Другог италијанско-абисинског рата (3. октобар 1935-мај 1936. Прилика за заузимање Малте указала се у априлу 1941, али је прво спроведена инвазија Крита (20. мај-1. јун 1941), са таквим губицима падобранаца и транспортних авиона са је још једна операција у 1941. била немогућа. Јединице немачког ваздухопловства, осим 10. Летачког корпуса (нем. Fligerkorps X) отишле су на исток због Операције Барбароса и до јуна 1941, острвска ПВО се опоравила. Јединице немачког ваздухопловства вратиле су се на Средоземље у пролеће 1942. и успеле су да неутралишу офанзивне способности острвске посаде. У априлу, Хитлер и Мусолини одлучили су да предузму операцију Херкулес, Италијанско-немачки напад из ваздуха и са мора. Два Летачка корпуса са стотинама транспортних авиона Junkers Ju 52, једрилица (укључујући 24 Messerschmitt Me 321 Гигант) и око 200 италијанских транспортних авиона припремљени су за инвазију.
Италијанска морнарица окупила је армаду десантних бродова, цивилних бодова и минополагача и 74 мања чамца. Немачки десантни бродови, скеле, инжињеријски чамци, јуришни чамци, сплавови на надувавање, Морске змије (покретни мостови за искрцавање), били су допринос немачке морнарице. Ромел је хтео да нападне, опремивши војску у Либији, да претекне офанзиву Осме армије, са чиме су се сложили Хитлер и Мусолини, под условом да да се напредовање заустави у Тобруку, због припрема за инвазију Малте у августу. Након успеха Операције Венеција ( (нем.Unternehmen Venezia) и заузећа Тобрука у јуну, напредовање немачке Оклопне армије наставило се након пада Тобрука. Гоњење потученог непријатеља деловало је привлачније од ризика инвазије на Малту. Херкулес је отказан, у корист Операције Аида (нем.Unternehmen Aïda), инвазије Египта ради заузимања Суецког канала.

### Немачка операција Аида
Афричка оклопна армија напредовала је у Египат након битке код Газале, прогонећи Осму армију, која је заузела одбрамбени положај код Мерса Матруха. Брзина напредовања немачке оклопне армије омогућила јој је да престигне британски 13. и 10. корпус, али су снаге Осовине биле преслабе да спрече Британце да побегну. 13. корпус повукао се увече 27. јуна, али је лоша комуникација оставила 10. корпус сам у тврђави Мерса Мартух. 10. корпус пробио се следећег јутра, али је оставио за собом 6.000 људи и велики део опреме и залиха. Осма армија наставила је да се повлачи на исток, сукобљавајући се успут са снагама Осовине више пута. Покушај прегруписања код Фуке је напуштен и Окинлек је наредио повлачење 160 km све до Ел Аламејна, 100 km западно од Александрије. Повлачење је довело Осму армију близу њене базе, што је учинило снабдевање друмом много ефикаснијим, а географска непроходност депресије Катара, 64 km на југ отежала је обилазне маневре Осовине. До 25. јуна, Афрички корпус спао је на 60 тенкова, а италијански 20. корпус имао је само 14 исправних тенкова. Користећи залихе заробљене у Тобруку, на граници и у Мерса Матруху, Оклопна армија је досегла Ел Аламејн 30. јуна. Снабдевање снага Осовине тако далеко на исток од Газале постало је много теже, пошто је већина њихових залиха и даље долазила из Триполија, удаљеног 1.400 миља.

### Прва битка код Ел Аламејна
Покушај одбацивања Осме армије са положаја код Аламејна извршен је у Првој бици код Ел Аламејна (1-27. јула 1942). После четири дана, Ромел је прекинуо напад због јачине британске одбране, исцрпљивања залиха и смањења немачких дивизија на по 1.200-1.500 људи. До 5. јула, број употребљивих немачких тенкова пао је на око тридесет. После затишја, немачка Оклопна армија је поново планирала напад, са око педесет немачких тенкова и око 2.100 немачке пешадије, уз 54 италијанска тенка и 1.600 људи, али су Британци напали први код Тел ел Еиса (10-14. јула), што је исцрпело обе стране. Британци су почели да нападају италијанске јединице, лоциране користећи информације шифре Ултра, код гребена Рувеисат (14-17. јула) и од 21. до 23. јула, поново код Тел Еиса 22. јула и гребена Митеирја (22. и 26. јула), након чега је дошло до новог затишја. Немачки губици износили су око 10.000 људи. Италијански губици су непознати, али 7.000 осовинских војника је заробљено, у замену за 13.250 изгубљених војника Осме армије.

### Битка код Алам ел Халфе
Генерал-пуковник Бернард Монтгомери је средином августа преузео команду Осме армије. Ромел је покушао да уништи Британце и стигне у Каиро прије него што савезничка појачања, очекивана у септембру, учине немогућом победу Осовине у Африци. Оклопна армија Африка (ПАА) је била у лошем стању, а здравље многих Немаца је опало због климе и ратних напора; 19.000 немачких трупа је било у Африци од марта 1941. године. Појачања су ојачала четири немачке дивизије на 90.000 људи (17.000 људи испод пуне снаге) и 12.600 возила, од којих је само 34.000 људи припадало борбеним јединицама. ПАА је сакупила око 200 немачких тенкова и 243 талијанска тенка против 700 британских тенкова.
У бици код Алам ел Халфе / Unternehmen Brandung (30. августа - 5. септембра), снаге Осовине су покушале да обухвате Осму армију маршом око њеног јужног крила. Британце је упозорила Ултра (декодиране немачке радио поруке) и оставили су само патроле на југу. Највећи део британских тенкова и топова концентрисан је на гребену Алам ел Халфа, који је блокирао напредовање Осовине на 32 km иза фронта. Тенкови су остали на гребену и бранили се у месту, а не у покрету. Савезнички авиони бомбардовали су и митраљирали трупе Осовине континуирано од 30. августа до 4. септембра, што је уништило свега неколико тенкова, али их је приковало и омело брз маневар и концентрацију Оклопне армије. Напади Осовине на гребен нису успели, залихе су потрошене и Ромел је наредио повлачење 2. септембра. Увече 3. септембра, једна новозеландска и једна британска бригада су извеле контранапад како би пресекле повлачење Осовине, али операција Бересфорд је била скуп неуспех, а до 5. септембра је повлачење Осовине успешно завршено. Осма армија изгубила је 1.750 људи и 68 тенкова; Осовина је изгубила 2.900 људи, 49 тенкова, 36 авиона, 60 топова и 400 камиона.

### Друга битка код Ел Аламејна
Када је офанзива Осме армије започела 23. октобра, Оклопна армија је имала 104.000 људи, од тога 50.000 Немаца, од којих је само 24.173 било у борбеним јединицама. Било је 496 тенкова, од чега 290 италијанских, 500 топова и 850 противтенковских оруђа. Осма армија имала је 195.000 људи, 1.029 тенкова и још 1.000 у радионицама, 908 топова и 1.451 противтенковско оруђе. Снаге Савезника биле су добро ухрањене и у пуној форми, а трупе Осовине су биле потхрањене и исцрпљене болестима. Оклопна армија је имала само 290 km горива по возилу. До 27. октобра, Оклопна армија је спала на 114 немачких тенкова, а до 2. новембра Оклопна армија је истрошила муницију и имала је само 32 немачка и 120 италијанских тенкова. Након што је Ромел одлучио да се повуче, Хитлер је наредио Ромелу и Оклопној армији да држе положај. 4. новембра, Осма армија се пробила, и Ромел је наредио повлачење.
Ромел је жртвовао немоторизоване јединице, посебно италијанске формације у центру и на југу. Оклопна армија Африка је имала 37.000 жртава, 30% армије, изгубила је 450 тенкова и 1.000 топова. Осма армија је изгубила 13.500 људи, далеко мањи проценат, и 500 тенкова (само 150 је уништено) и око 110 топова (углавном противтенковских). Оклопна армија је спала на око 5.000 људи, 20 тенкова, 20 противтенковских топова и 50 пољских топова. Покушаји окружења снага Осовине у Мерса Матруху нису успели, а највећи део Корпуса Африка је побегао до 7. новембра. Снаге Осовине су се повукле дуж обалног пута, али недостатак тенкова и горива за покретну одбрану отвореног јужног бока, онемогућио је одбрану код пролаза Халфија или на било којој другој позицији. Тобрук је ослобођен 13. новембра и повлачење Осовине се наставило; Бенгази је пао 20. новембра и заробљене луке су брзо поправљене да би снабдевале британско напредовање.

### Битка код Ел Агајле
Оклопна армија Африка се повукла на одбрамбене положаје код Ел Агајла (линија Мерса Брега), али приоритет у снабдевању и појачањима снага дат је снагама Осовине у Тунису, које су се супротставиле британској Првој армији (генерал-потпуковнику Кенету Андерсону) и Операцији Бакља, остављајући Италијане и Немце у Либији без снаге за противнапад. Хитлер је наредио да линија Мерса Брега буде брањена по сваку цену, али је Ромел фаворизирао борбено повлачење до теснаца Габес у Тунису, што би повећало линију снабдевања за Осму армију на 2.400 km. 24. новембра, Кавалеро је пристао на повлачење 320 km западно до Буерата, 80 km изван Сирте, ако би Оклопна армија била нападнута од стране надмоћне силе. Осма армија је стигла до Ел Агајла 15. децембра, а Новозеландска дивизија је послата да обиђе линију Мерса Брега од 14. до 16. децембра, док је 51. (Горштачка) дивизија нападала фронтално, а 7. оклопна дивизија према унутрашњости код Бир ел Ауере. Обухватни потез није успео, када се Оклопна армија повукла, изгубивши 18 тенкова, иза препреке од дубоких минских поља која су успорила гоњење.

## 1943

### Буерат
Ромел је планирао да брани теснац Габес у Тунису источно од француске предратне Марет линије задржавајући луку Буерат, док се Група армија Африка (генерал Ханс-Јурген фон Арним), већ у Тунису, суочила са Британском Првом армијом (која је укључивала 2. амерички корпус и француске трупе). Фронт је био 640 km западно од Тобрука и са таквим тешкоћама снабдевања Осма армија није била у могућности да користи све своје јединице. Буерат се није снажно бранио и упркос обавештајним информацијама о стању снага Осовине, Монтгомери се зауставио до 16. јануара 1943. године, када је Осма армија имала надмоћ од 4: 1 у пешадији и 7.5: 1 у тенковима. Бомбардовање је започело 12. јануара, а 30. корпус напао је 15. јануара, крећући се дуж обалног пута кроз минска поља, рушења и замке. 2. новозеландска и 7. оклопна дивизија кренуле су у унутрашњост преко Таруне, а снабдевање је зависило од интендантских корпуса Краљевске и новозеландске војске. Осма армија требало је да брзо заузме луку како би избегла недостатак залиха. Ромел се 15. јануара повукао из Буерата, у ноћи 22. и 23. јануара ујутро се повукао из Триполија, након што је уништио луку и потом под борбом кренуо у Тунис. 7. оклопна дивизија ушла је у Триполи 23. јануара; последњи елементи Оклопне армије су 15. фебруара стигли до линије Марет, на 320 km западно, док су британске извиђачке патроле испитивале одбрану.

### Триполи
Главни британски напад изведен је на обалском путу од стране 51. дивизије и једне оклопне бригаде, док је 7. оклопна дивизија напредовала преко Таруне, Кастела Бенита и Триполија. 90. лака дивизија се водила борбе за успоравање противника дуж пута, што је погоршало недостатак транспорта код Савезника. Од 20. до 21. јануара, 90. лака дивизија застала је у Корадинију, направивши 109 кратера на путу од Буерата до Хомса. Претходница 7. оклопне дивизије стигла је у близину Азиза 21. јануара, а сутрадан је 51. дивизија достигла Кастел Верде. Трка се развила и Немци су се повукли из Триполија током ноћи; 11. Хусари су први ушли у Триполи, 1.086 km западно од Бенгазија, ујутро 23. јануара. Пет сати касније, јединица поморске базе стигла је и испитала рушевине луке. Дана 26. јануара, пет бродова је усидрено испред луке и почело се истоварити путем чамаца; 30. јануара је искрцано 3.000 тона (3.048 т) залиха. У марту је Осма армија ушла у Тунис, а 9. марта, Ромел се вратио у Немачку да упозна Хитлеру са стварним стањем у Северној Африци. Ромел није успео да убеди Хитлера да дозволи да се снаге Осовине повуку, и није му било дозвољено да се врати у Африку, званично из здравствених разлога.

## Последице

### Анализа
Године 1977. Мартин ван Кревелд је написао да су Ромел и други тврдили да би, да су залихе и опрема послата у Тунис крајем 1942. и почетком 1943. године послати раније, Осовина добила Пустињски рат. Кревелд се није сложио, јер је окупација јужне Француске учинила француске трговачке бродове и Тулон доступним за отпремање, а Бизерту доступном за пријем залиха, што није важило 1941. године. Додатна удаљеност од Бизерте до египатске границе такође би негирала користи од коришћења веће луке. Снабдевање снага Осовине одувек је одређивала мала величина лука у Либији, ограничење које се не може превазићи, док су напади на саобраћај Осовине додали хроничним потешкоћама у снабдевању. Са немачком армијом која је заглибила у Совјетском Савезу, никада није било довољно транспортних возила за Африка Корпус и Оклопну армију, упркос релативно обилном транспорту у поређењу са другим фронтовима.
Отказивање напада на Малту у лето 1942. године имало је мање утицаја на догађаје, него мала величина луке Тобрук и њена изложеност ваздушном нападу. Само пруга, слична оној коју су саградили Британци, могла је ублажити потешкоће Осовине у снабдевању, али недостатак средстава и времена онемогућио је изградњу. Утицај губитака бродова Осовине на поразе Оклопне армије крајем 1942. године био је прецењен, јер је недостатак горива настао због сталних потешкоћа транспорта робе преко копна, а не због недостатка испорука из Европе. Током Друге битке код Ел Аламејна, 1/3 горива намењеног Оклопној армији, остала је у Бенгазију. Ромел је написао да су тешкоће снабдевања снага Осовине у односу на проблеме снабдевања Британаца, одредиле ток војне кампање, и биле ограничење које је било непремостиво.

#### Снабдевање Осовине: 1940–1941
Снабдевање Осовине из Европе у Либију ишло је преко лука, и након Операције Компас (децембар 1940. - фебруар 1941. године), остао је само Триполи, са максималним капацитетом од четири брода за превоз трупа или пет теретних бродова одједном, око 45.000 тона месечно . Од Триполија до Бенгазија било је 970 km дуж обалног пута, само на пола пута до Александрије. Пут су квариле поплаве, био је осетљив на британску авијацију (Desert Air Force-ДАФ), и алтернативне пустињске стазе повећавале су хабање возила. Напредовање Осовине од 480 km до египатске границе почетком 1941. повећало је удаљеност за путни транспорт на 1.800 km. Бенгази је заузет у априлу, али приобални бродови могли су носити само 15.000 тона, а лука је била у домету ДАФ-а. Тобрук би могао да прихвати око 1.500 тона дневно, али недостатак бродских пошиљки учинио је његово освајање ирелевантним.
Немачкој моторизованој дивизији је било потребно 350 тона дневно, а њихово покретање 480 km захтевало је 1.170 камиона од 2 тоне. Са седам дивизија Осовине, ваздухопловним и поморским јединица, било је потребно 70.000 тона робе месечно. Виши се сложио са коришћењем Бизерте за испоруку залиха, али никакве залихе Осовине нису стигле до краја 1942. године. Од фебруара до маја 1941. године испоручен је вишак од 45.000 тона; напади са Малте имали су неки ефекат, али у мају, најгорем месецу за губитке бродова, 91% залиха је стигло. Недостатак транспорта у Либији, оставио је немачке залихе у Триполију, а Италијани су имали само 7.000 камиона за снабдевање својих 225.000 људи. Рекордна количина залиха стигла је у јуну, али на фронту се несташица погоршала.
Било је мање напада Осовине на Малту од јуна, а потапања су порасла са 19% у јулу на 25% у септембру, када је Бенгази бомбардован и бродови преусмерени у Триполи; снабдевање ваздушним путем у октобру било је незнатно. Испоруке у просеку су износиле 72.000 тона месечно од јула до октобра, али је потрошња 30-50% залиха горива на друмски транспорт и неупотребљивост 35% камиона смањила испоруке на фронт. У новембру је конвој од пет бродова потопљен током операције Крсташ, а копнени напади на конвоје на путевима су зауставили путовања по дану. Недостатак залиха и офанзива Осме армије изазвали су повлачење до Ел Агајле од 4. децембра, закрчивши Виа Балбиа, где су британске заседе уништиле око половине преосталог транспорта Осовине.
Конвоји у Триполи су настављени, а губици су порасли, али до 16. децембра ситуација снабдевања је олакшана, изузев недостатка горива, а у децембру је Луфтвафе био ограничен на један лет дневно. Вишијевска Француска продала је 3.600 тона горива, подморнице су упућене у Медитеран, а у децембру су из Русије упућена ваздушна појачања. Италијанска морнарица је користила ратне бродове за пренос горива за Дерну и Бенгази и учинила максималне напоре од 16. до 17. децембра. Четири бојна брода, три лаке крстарице и 20 разарача пратили су четири брода до Либије. Коришћење армаде за 20.000 тона теретних бродова, исцрпљивало је резерву морнаричког горива и само још један конвој бојних бродова био је могућ. Бизерта у Тунису је била ангажована као складиште, али она је била у домету авиона РАФ-а са Малте и била је још 800 km даље на запад од Триполија.

#### Снабдевање Осовине: 1942
Повлачење до Ел Агхеила, смањило је удаљеност од Триполија на 740 km, долазак другог конвоја бојних бродова 6. јануара 1942. године и откриће 13.000 тона горива у Триполију, олакшала је кризу снабдевања, упркос испоруци само 50.000 тона робе у јануару. Оклопна армија је имала простор за маневрисање, много краћу линију снабдевања против непријатеља са оптерећењем предугачке линије снабдевања. Долазак немачке 2. ваздухопловне флоте на Сицилију је такође обновио ваздушну надмоћ у региону. Ромел је затражио још 8.000 камиона, али је тај утопијски захтев одбијен, а Ромел је упозорен да би напредовање изазвало још једну кризу снабдевања. Дана 29. јануара, Оклопна армија је поново освојила Бенгази, а сутрадан снабдевање муницијом на линији фронта није успело. До 13. фебруара, Ромел се сложио да се заустави на Газали, на удаљености од 1.400 km од Триполија.
До маја, месечне испоруке у просеку износиле су 60.000 тона, што је мање него што је мања војска Осовине примила од јуна до октобра 1941. године, али довољно за офанзиву. Напредовање 1.400 km до Газале успело је јер је Бенгази отворен, смањивши транспортну удаљеност за око 33% залиха Оклопне армије на 450 km. Италијани су покушали да уздрже Ромела заговарајући освајање Малте, која би одложила још једну офанзиву у Африци до јесени, али су се сложили са нападом на Тобрук крајем маја. Напредовање би се зауставило на египатској граници, још око 240 ми источно, а Луфтвафе би се преусмерио на операцију Херкулес. Освајање Малте не би променило ограничења због капацитета лука и удаљености; заштита конвоја и велика лука близу фронта, и даље би била неопходна за одлучну победу.
Освајање Александрије би учинило Малту ирелевантном, али је била потребна одбрамбена стратегија док би се Бенгази проширио, прикупиле залихе и значајна појачања била доведена у Либију. Више трупа повећало би потрошњу залиха, што би могло да пређе капацитете Триполија и Бенгазија и транспорта који је потребан за померање додатних залиха. 26. маја је Операција Венеција почела, Тобрук је освојен нетакнут 22. јуна, а губици у транспорту се нису повећали. Испоруке Либији пале су са 150.000 на 32.000 тона, због недостатка горива у Италији и све су истоварене у Триполију, чиме је положај Оклопне армије постао неодржив. Операција Херкулес је одложена. Заробљавање 2.000 возила, 5.000 тона залиха и 1.400 тона горива у Тобруку омогућило је Оклопној армији да до 4. јула напредује још 400 mi (640 km) (640 км), када је недостатак залиха, исцрпљеност и прикупљање Осме армије окончало напредовање.
Тобрук је могао да прими само 20.000 тона робе месечно, био је у домету РАФ бомбардера, а железница је носила само 300 тона дневно. Мале испоруке могле би се направити у Тобруку, Бардији и Мерса Матруху или бити искрцане у Триполи и Бенгази, удаљене од 1.300 и 800 mi (1.300 km) (2.100 и 1.300 км). Изгубљени бродови у августу порасли су 400% и испоруке су пале за пола, на 51.000 тона. Испоруке су преусмерене натраг у Триполи, а битка за Алам Халфа је потрошила 10.000 тона горива. Хитлер је забранио повлачење из Ел Аламејна, а испоруке су пале јер је мање бродова послато из Италије. (Бродоградилишта, поправке и немачки заменски бродови ограничили су нето губитак трговачких бродова на 23% од 1940. године.) Уочи Друге битке код Ел Аламеина, железница из Тобрука је поплављена и 10.000 тона залиха је заостало, остављајући Оклопној армији само 10% потребног горива.

#### Осма армија
Монтгомери је критикован због тога што није успео да заустави војску Осовине и наметне им одлучујућу битку у Либији. Његова тактика је сматрана превише опрезном и спором, пошто је знао о слабости Оклопне армије и Ромеловим намерама из дешифрирања сигнала Осовине и других обавештајних података. Изјављено је да би одбрамбена способност Корпуса Африка и британски страх од новог пораза и пензионисања, била ограничења на слободу деловања било ког команданта. Борба у пустињи описана је као "ноћна мора интенданта", с обзиром на услове ратовања у пустињи и потешкоће снабдевања. Монтгомери је нагласио равнотежу и одустао од напада све док војска није била спремна; Морал Осме армије је знатно побољшан под његовом командом. Снаге Осовине повукле су се преко Либије у Тунис и бориле се током Тунишке кампање, да би на крају биле заробљене између англоамеричких снага Прве армије на западу и Осме армије која је напредовала са истока.

## Литеаратура
Књиге
- Barr, Niall (2005) [2004]. Pendulum of War: The Three Battles of El Alamein. Woodstock, NY: Overlook Press. ISBN 978-1-58567-738-2.
- Bauer, Eddy (2000) [1979].  Peter, Young, ур. The History of World War II (rev. изд.). London: Orbis. ISBN 978-1-85605-552-9.
- Bekker, Cajus (1975). The Luftwaffe War Diaries. New York: Ballantine Books. ISBN 978-0-306-80604-9.
- Bierman, John; Smith, Colin (2003) [2002]. War Without Hate: The Desert Campaign of 1940–1943 (New изд.). New York: Penguin Books. ISBN 978-0-14-200394-7.
- Bierman, John; Smith, Colin (2002). The Battle of Alamein: Turning Point, World War II. New York: Viking. ISBN 978-0-670-03040-8.
- Carver, M. (2002) [1986]. Dilemmas of the Desert War: The Libyan Campaign 1940–1942 (Spellmount изд.). Staplehurst: Batsford. ISBN 978-1-86227-153-1.
- Cooper, Matthew (1978). The German Army 1933–1945: Its Political and Military Failure. Briarcliff Manor, NY: Stein and Day. ISBN 978-0-8128-2468-1.
- Creveld, M. van (1977). Supplying War: Logistics from Wallenstein to Patton. Cambridge: Cambridge University Press. ISBN 978-0-521-29793-6.
- Edgerton, D. (2011). Britain's War Machine: Weapons, Resources and Experts in the Second World War. London: Allen Lane. ISBN 978-0-7139-9918-1.
- Green, William (1970). Warplanes of the Third Reich. New York: Doubleday. ISBN 978-0-385-05782-0.
- Hinsley, F. H.; Thomas, E. E.; Ransom, C. F. G.; Knight, R. C. (1981). British Intelligence in the Second World War. Its influence on Strategy and Operations. History of the Second World War. II. London: HMSO. ISBN 978-0-11-630934-1.
- Hoffman, K. (2004). Erwin Rommel. London: Brassey's. ISBN 978-1-85753-374-3.
- Lewin, Ronald (1998) [1968]. Rommel As Military Commander. New York: B&N Books. ISBN 978-0-7607-0861-3.
- von Luck, Hans (1989). Panzer Commander: The Memoirs of Colonel Hans von Luck. New York: Dell (Random House). ISBN 978-0-440-20802-0.
- Mackenzie, Compton (1951). Eastern Epic: September 1939 – March 1943 Defence. I. London: Chatto & Windus. OCLC 1412578.
- Macksey, Major Kenneth (1971). Beda Fomm: Classic Victory. Ballantine's Illustrated History of the Violent Century. New York: Ballantine Books. OCLC 473687868.
- MacGregor, Andrew (2006) [2006]. A Military History of Modern Egypt: From the Ottoman Conquest to the Ramadan War. Santa Barbara, CA: Praeger Security International General Interest. ISBN 978-0-275-98601-8.
- Marcon, Tullio (1998). I Muli del Mare [The Sea of Donkeys] (на језику: Italian) (3rd изд.). Parma: Albertelli. ISBN 978-88-87372-02-1.
- Mead, Richard (2007). Churchill's Lions: A Biographical Guide to the Key British Generals of World War II. Stroud: Spellmount. ISBN 978-1-86227-431-0.
- Neillands, Robin (2004). Eighth Army: From the Western Desert to the Alps, 1939–1945. John Murray. ISBN 978-0-7195-5647-0.
- Pitt, Barrie (1989). Crucible of War: Western Desert 1941. I (New изд.). Paragon House. ISBN 978-1-55778-232-8.
- Playfair, Major-General I. S. O.; with Stitt R.N., Commander G. M. S.; Molony, Brigadier C. J. C. & Toomer, Air Vice-Marshal S. E. (2004) [1st. pub. HMSO 1954].  Butler, J. R. M., ур. The Mediterranean and Middle East: The Early Successes Against Italy (to May 1941). History of the Second World War, United Kingdom Military Series. I. Naval & Military Press. ISBN 978-1-84574-065-8.
- Playfair, Major-General I. S. O.; with Flynn RN, Captain F. C.; Molony, Brigadier C. J. C. & Toomer, Air Vice-Marshal S. E. (2004) [HMSO 1956].  Butler, J. R. M., ур. The Mediterranean and Middle East: The Germans Come to the Help of their Ally (1941). History of the Second World War, United Kingdom Military Series. II. Naval & Military Press. ISBN 978-1-84574-066-5.
- Playfair, Major-General I. S. O.; with Flynn R.N., Captain F. C.; Molony, Brigadier C. J. C. & Gleave, Group Captain T. P. (2004) [HMSO 1960].  Butler, J. R. M., ур. The Mediterranean and Middle East: British Fortunes reach their Lowest Ebb (September 1941 to September 1942). History of the Second World War United Kingdom Military Series. III. Naval & Military Press. ISBN 978-1-84574-067-2.
- Playfair, Major-General I. S. O.; and Molony, Brigadier C. J. C.; with Flynn RN, Captain F. C. & Gleave, Group Captain T. P. (2004) [HMSO 1966].  Butler, J. R. M., ур. The Mediterranean and Middle East: The Destruction of the Axis Forces in Africa. History of the Second World War United Kingdom Military Series. IV. Uckfield: Naval & Military Press. ISBN 978-1-84574-068-9.
- Porch, Douglas (2005) [2004]. Hitler's Mediterranean Gamble (Cassell Military Paperbacks изд.). London: Weidenfeld & Nicholson. ISBN 978-0-304-36705-4.
- Raugh, H. E. (1993). Wavell in the Middle East, 1939–1941: A Study in Generalship. London: Brassey's. ISBN 978-0-08-040983-2.
- Rommel, Erwin (1994).  Pimlott, John, ур. Rommel: In His Own Words. London: Greenhill Books. ISBN 978-1-85367-185-2.
- Rommel, Erwin (1982) [1953].  Liddell Hart, Basil, ур. The Rommel Papers. New York: Da Capo Press. ISBN 978-0-306-80157-0.
- Schenk, Peter (1990). Invasion of England 1940: The Planning of Operation Sealion. London: Conway Maritime Press. ISBN 978-0-85177-548-7.
- Watson, B. A. (2007) [1999]. Exit Rommel: The Tunisian Campaign, 1942–43. Mechanicsburg, PA: Stackpole. ISBN 978-0-8117-3381-6.

Чланци
- Greene, Jack; Massignani, Alessandro (02. 01. 1993). „The Summer of '42: The Proposed Axis Invasion of Malta” (20). Conshohocken, PA: Command Magazine. ISSN 1059-5651.
- Jenner, C. J. (2008). „Turning the Hinge of Fate: Good Source and the UK–US Intelligence Alliance, 1940–1942”. Diplomatic History. London: Society for Historians of American Foreign Relations (Oxford University Press). 32 (2): 165—205. ISSN 0145-2096. doi:10.1111/j.1467-7709.2008.00688.x.
- Wavell, Archibald (1946). „Despatch on Operations in the Middle East From August, 1939 to November, 1940”. London: War Office. in „No. 37609”. The London Gazette (Supplement). 13. 6. 1946. стр. 2997—3006.
- Wavell, Archibald (1946). „Despatch on Operations in the Western Desert From 7th December, 1940 to 7th February 1941”. London: War Office. in „No. 37628”. The London Gazette (Supplement). 26. 6. 1946. стр. 3261—3269.
- Wavell, Archibald (1946). „Despatch on Operations in the Middle East From 7th February, 1941 to 15th July 1941”. London: War Office. in „No. 37638”. The London Gazette (Supplement). 3. 7. 1946. стр. 3423—3444.

Извештаји
- Roberts, Major-General G. P. B.; Bayerlein, Generalleutnant, Fritz (1956).  Liddell Hart, Basil, ур. Battle Report: Alam Halfa (Извештај). Fort Leavenworth, KS: Combat Studies Institute, US Army Command and General Staff College. OCLC 464601329. Архивирано из оригинала 21. 10. 2007. г. Приступљено 05. 11. 2007.
- Toppe, Generalmajor Alfred (1990) [~1947]. German Experiences in Desert Warfare during World War II (PDF). The Black Vault (Извештај). II. Washington: US Marine Corps: Historical Division, European Command. FMFRP 12-96-II. Приступљено 15. 10. 2013.

Тезе
- Christie, Howard R. (1999). Fallen Eagles: The Italian 10th Army in the Opening Campaign in the Western Desert, June 1940 – December 1940 (Теза). Fort Leavenworth, KS: US Army Command and General Staff College. OCLC 465212715. A116763. Архивирано из оригинала (pdf) 16. 02. 2015. г. Приступљено 16. 02. 2015.

Сајтови
- „Appendix E, H.Q. Cyrenaica Command Intelligence Summary No. 6 (23 Feb 41) WO 169/1258”. The National Archives. 23. 02. 1941. Приступљено 15. 03. 2015.
- „Engagements, 1942”. The History of the British 7th Armoured Division. 2001. Приступљено 20. 02. 2015.